# Quicksand (David Bowie)
Quicksand è un brano musicale scritto dall'artista inglese David Bowie, sesta traccia dell'album Hunky Dory del 1971.
Uscito su 45 giri nel 1974 come lato B di Rock 'n' Roll Suicide, non è presente in nessuna pubblicazione ufficiale di Bowie tranne Hunky Dory.

## Il brano
(David Bowie, 1971)
Quando nel dicembre 1971 uscì Hunky Dory, David Bowie rivelò che Quicksand era stata ispirata dal suo primo viaggio negli Stati Uniti avvenuto nel febbraio di quello stesso anno. La canzone, una ballata acustica arrangiata da Mick Ronson con elementi folk e di musica classica, è un insieme di narrazione e surrealismo e come molte delle tracce dell'album combina una melodia apparentemente semplice con un testo introverso e pieno di oscuri presagi.
Attraverso una spirale di riferimenti a  Crowley, Himmler, Churchill, Nietzsche e alla Golden Dawn, il cantante medita sulle sue capacità inespresse, il tutto riprendendo le atmosfere cinematografiche che percorrono tutto l'album.
Secondo alcune fonti, tuttavia, Bowie farebbe riferimento non alla diva svedese ma all'agente segreto spagnolo Joan Pujol García, conosciuto proprio con il nome in codice "Garbo" presso i servizi segreti britannici, che ebbe un ruolo cruciale nell'operazione di controspionaggio intesa a depistare i tedeschi durante lo sbarco in Normandia.
Il concepimento di Quicksand risentì probabilmente anche dell'influenza del Libro tibetano dei morti, un testo fondamentale del buddhismo tibetano da cui Bowie era rimasto colpito, affermando in più di un'intervista come l'idea della morte ("la meta finale") sia stata spesso motivo di forte inquietudine. Il testo propone un approccio spontaneo e ottimistico con il tema della morte e dello stato intermedio prima della reincarnazione, il momento di transizione (chiamato "Bardo") che può portare al Nirvana e alla liberazione dagli stati dell'esistenza.
Quicksand rimane una delle più misteriose composizioni di David Bowie, con un testo che mostra segni di disperazione e delusione suggerendo di abbandonare ogni speranza per il futuro, ma che evidenzia anche un bisogno di indagine dell'Essere e in cui emerge, come in altri brani tra cui Silly Boy Blue o Oh! You Pretty Things, l'influenza del buddhismo tibetano, dell'occultismo di Aleister Crowley e del concetto nietzscheano dell'oltreuomo.
La freddezza del testo e il senso di disperazione sono tuttavia attenuati dall'arrangiamento orchestrale di Mick Ronson e dalla sontuosità della registrazione. Confrontando la traccia presente in Hunky Dory con il demo registrato qualche mese prima si sente come Bowie, Ronson e il produttore Ken Scott abbiano "ammorbidito" la canzone fino ad ottenere una performance più tranquilla e intricata. Scott in particolare, che aveva appena terminato di lavorare come ingegnere del suono a All Things Must Pass di George Harrison, voleva con questo brano ricreare un ambiente acustico simile e trasferire da quell'esperienza la presenza massiccia di strumenti, sia in studio che attraverso le sovraincisioni.

## Formazione
- David Bowie - voce, chitarra acustica
- Mick Ronson - chitarra acustica, mellotron
- Trevor Bolder - basso
- Mick Woodmansey - batteria
- Rick Wakeman - pianoforte

## Quicksanddal vivo
Quicksand fu eseguita dal vivo la prima volta durante l'ultimo concerto dell'Aladdin Sane Tour del 1973, in un medley con Life on Mars? e Memory of a Free Festival, dopodiché venne messa da parte fino al 1997, quando ne fu registrata una nuova versione l'8 gennaio per lo special radiofonico di BBC Radio 1 ChangesNowBowie e cominciò ad essere usata come brano d'apertura nei concerti dell'Earthling Tour. «È stato qualcuno della band a suggerirmi di riprenderla», spiegò Bowie durante la trasmissione, «l'avevo completamente dimenticata ma, dal momento che l'avevo riesumata per fare un favore ai ragazzi, ho ricominciato ad usarla sul palco. Me n'ero dimenticato, è una canzone veramente graziosa».
Il giorno dopo, durante il Birthday Benefit Concert al Madison Square Garden di New York, David Bowie eseguì Quicksand con Robert Smith dei Cure, che in seguito ha rivelato su New Musical Express di non aver avuto scelta per il brano, cosa che lo aveva inizialmente seccato: «David mi aveva telefonato dicendo "Che pezzo ti piacerebbe fare?", così avevo cominciato a elencare canzoni come Drive-In Saturday e Young Americans. Allora lui ha fatto "Che ne dici di Quicksand?" e io ho pensato "che bastardo!"».
Sempre nel 1997, il 14 ottobre Quicksand aprì il programma di MTV 10 Spot, registrato al Capitol Theatre di Port Chester e trasmesso il 23 dicembre. David, la cui esibizione non era inizialmente prevista, venne chiamato per sostituire i Rolling Stones che non poterono suonare a causa della laringite che aveva colpito Mick Jagger.
In seguito venne eseguita solo in alcune date del Reality Tour 2003-04.

## Cover
Oltre ad essere stata oggetto di alcune cover, Quicksand è stata eseguita in lingua tedesca dagli Züri West nel 2004 (come Tribsand) e in brasiliano da Seu Jorge nel 2005, in The Life Aquatic Studio Sessions.
Tra gli artisti che hanno inciso una cover:
- i Dinosaur Jr. nella versione 12" di The Wagon del 1991 (con numerose variazione nel testo)
- Seal in una versione acustica per MTV nel 1996, inclusa nel bootleg Unplugged[11]
- i Sexy Sadie in Dream Covers del 2002
- gli End of Fashion in Like a Version del 2005
- gli Abbeyvein in .2 Contamination: A Tribute to David Bowie del 2006
- gli Aslan in UNCASE'd del 2009
- i Rainbow Arabia in We Were So Turned On: A Tribute To David Bowie del 2010
- Robyn Hitchcock nella raccolta Trolley Bus 2 del 2010
- Max Lorentz in Kiss You In The Rain - Max Lorentz Sings David Bowie del 2013
- Taylor Momsen dei The Pretty Reckless e Mike Garson, in occasione del tributo a Bowie Just for One Day del 11 gennaio 2021

Il brano Unemployed in Summertime della cantautrice islandese Emilíana Torrini, traccia dell'album del 2001 Love in the Time of Science, utilizza la stessa melodia delle strofe di Quicksand.